# 라이네

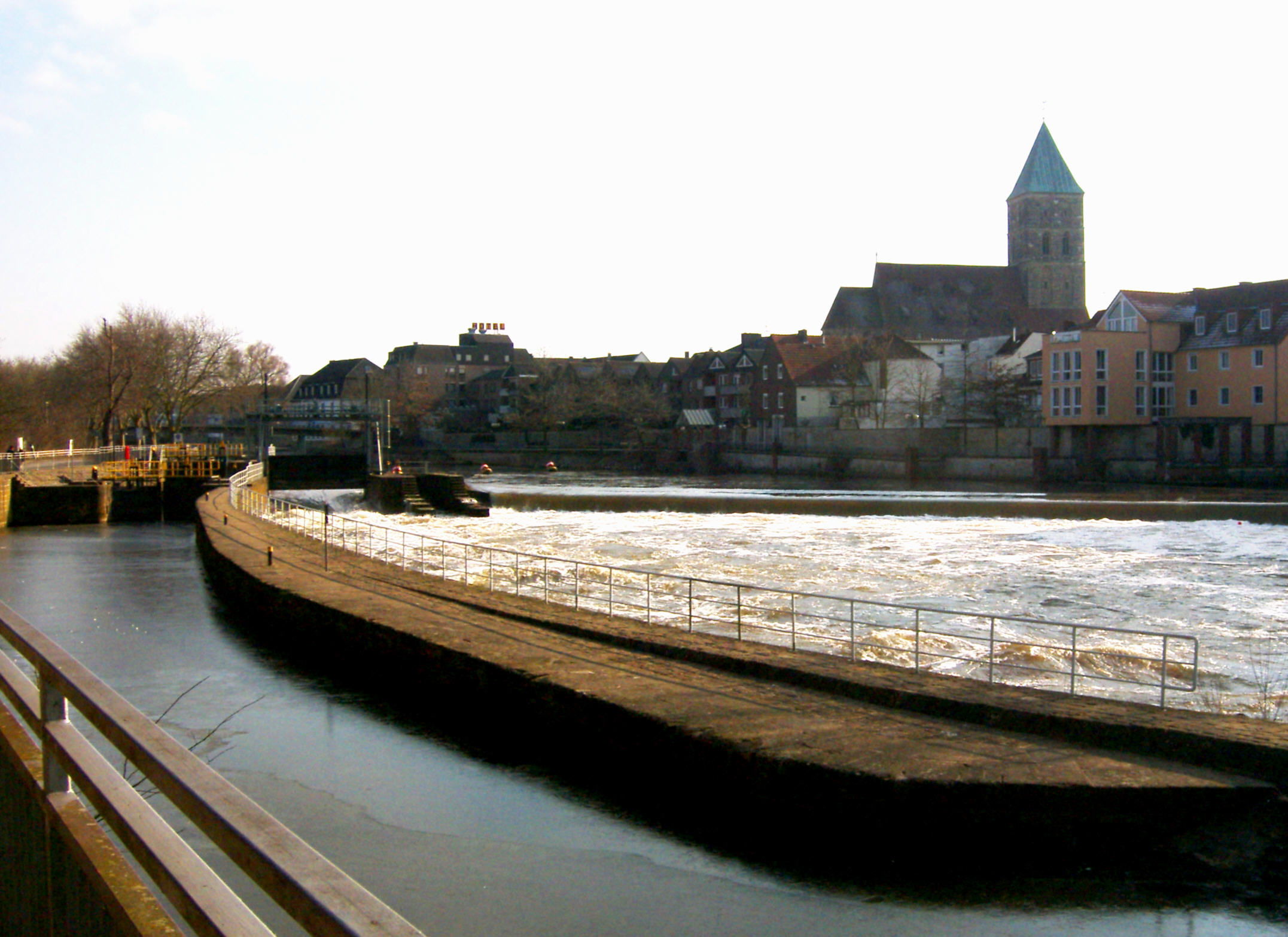
라이네

라이네(독일어: Rheine)은 독일 베스트팔렌에 있는 도시이다. 면적은 145.08km2이며, 고도는 27~90m이다. 인구는 76,438명이고, 인구밀도는 527명/km2이다.

## 자매 도시
- 네덜란드 보르너
- 독일 베른부르크
- 포르투갈 레이리아
- 리투아니아 트라카이